# Atlantic Ferries
Atlantic Ferries é a empresa que opera a travessia de passageiros, veículos e mercadorias no Estuário do Sado entre Setúbal, na Área Metropolitana de Lisboa, e a Península de Troia, no Alentejo Litoral. A empresa integra o grupo Sonae Capital, responsável por vários empreendimentos turísticos e urbanísticos na Península de Troia.

## História
Após a liberalização do mercado europeu de transportes locais no início da década de 2000, a Sonae fundou a empresa Atlantic Ferries no ano seguinte, com o objetivo de oferecer serviços no segmento dos ferries. É a detentora da concessão de serviço público do transporte público fluvial no Sado entre Setúbal e Troia, lançado pela administração dos portos de Setúbal e Sesimbra em 2005, tem uma duração de quinze anos, com prorrogações a cada cinco anos.. Sucedeu à Transado, que até então operou a travessia por mais de 30 anos, terminando as suas operações a 7 de Outubro de 2007.
Apesar das suas obrigações de serviço público, não recebe compensações do Estado Português por ser uma empresa privada, sendo as tarifas afixadas pela própria empresa de navegação, uma vez que não há fundos do Estado associados à concessão, o que já implicou em vários aumentos dos preços nas travessias, várias vezes contestadas pela população e pelas autarquias de Alcácer do Sal, Grândola e Setúbal.
Juntamente com a Transtejo Soflusa, é uma das empresas que prestam este tipo de serviços na Área Metropolitana de Lisboa, representando cerca de 7% do total de passageiros transportados por via fluvial na região. Em 2023, transportou 726 302 passageiros e 282 065 veículos, sendo a empresa que tem o maior transporte de veículos em vias navegáveis interiores por carreira fluvial em Portugal.

## Operação

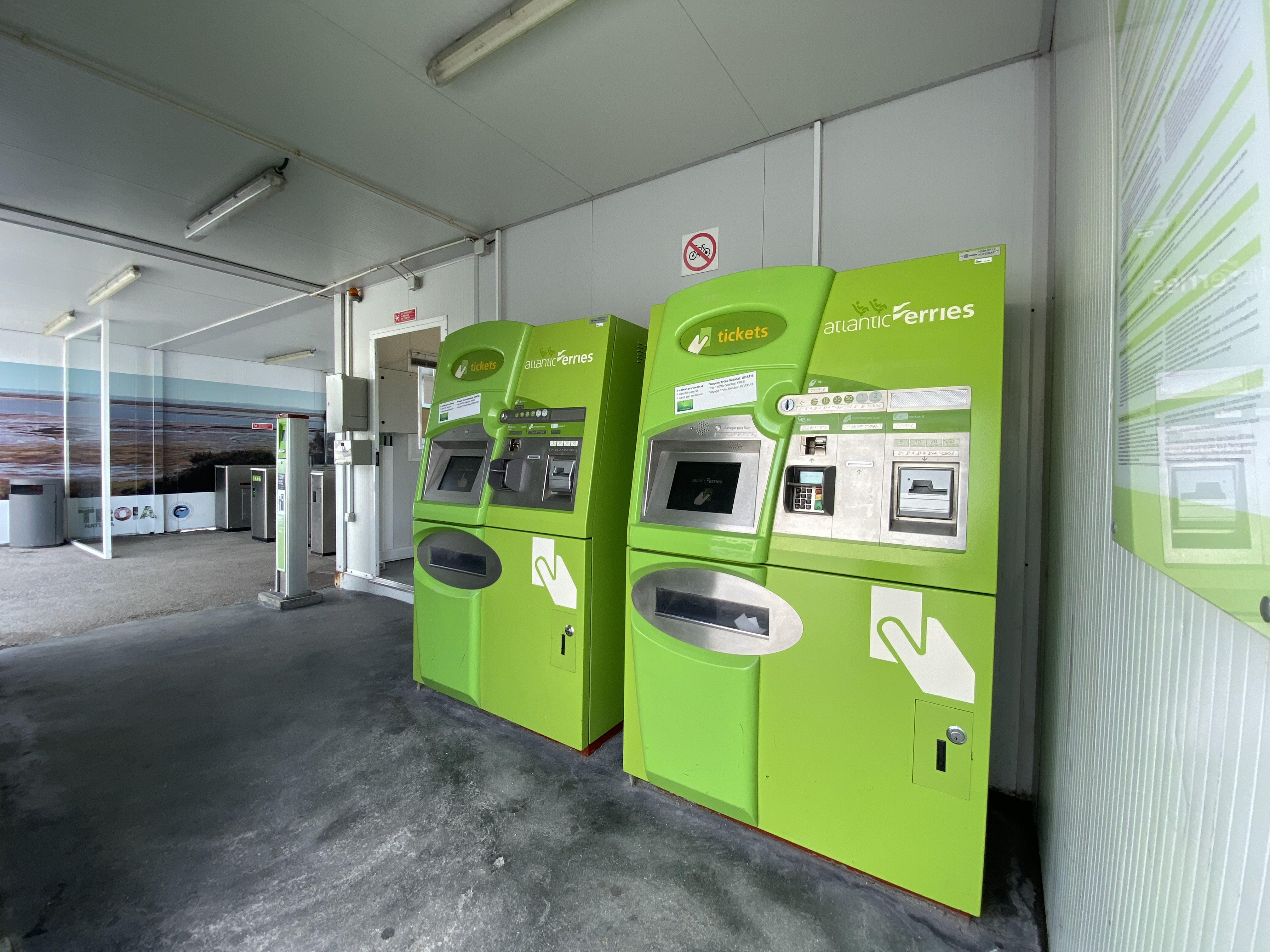
Máquinas de bilhetes da Atlantic Ferries.

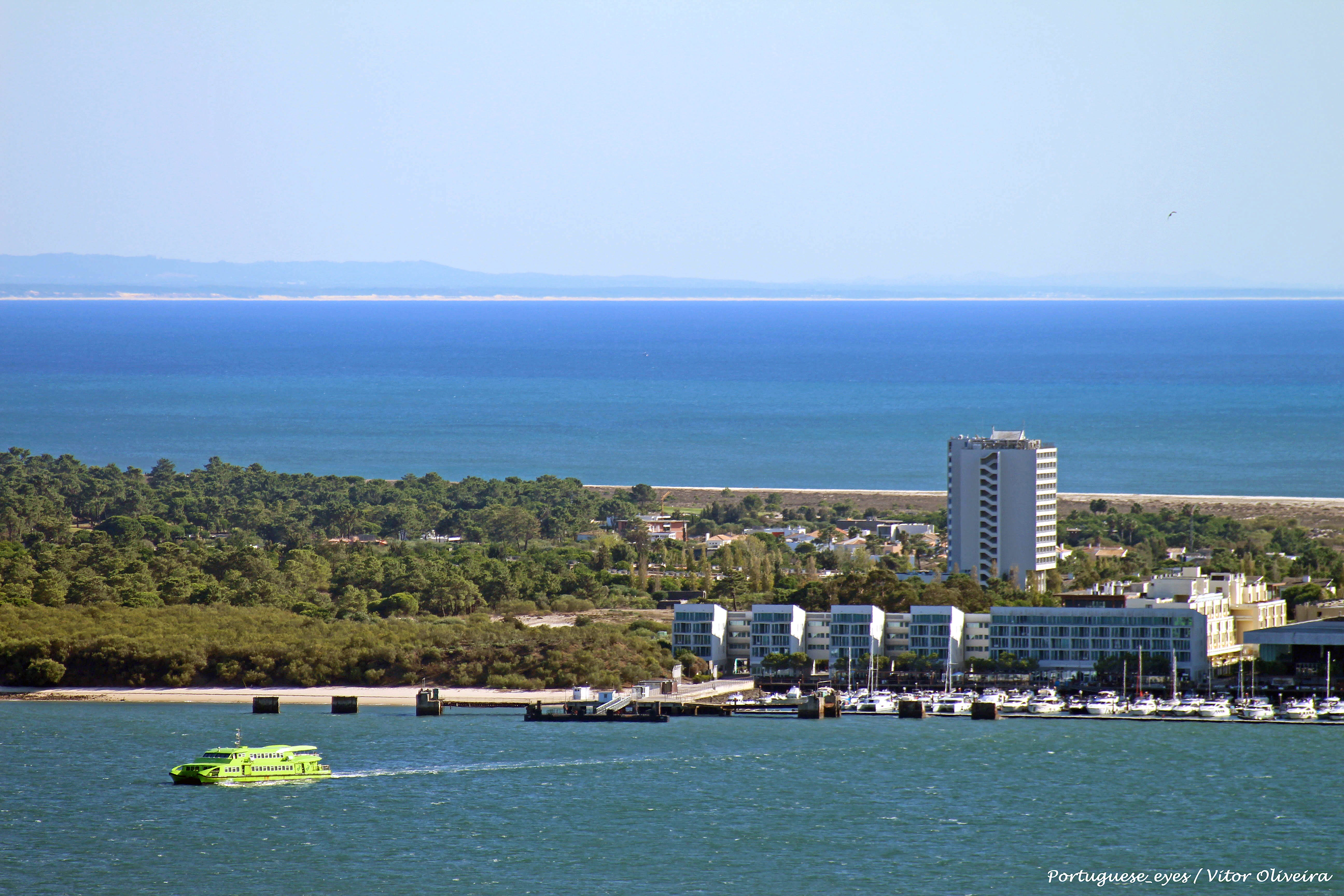
Catamarã da Atlantic Ferries a sair de Troia em direção a Setúbal.

O serviço estrutura-se em duas carreiras regulares de acordo com a tipologia da embarcação: Catamarã e Ferry. 
Os serviços efetuados por catamarã são os mais curtos e ligam a Doca do Comércio à Ponta do Adoxe num trajeto de 2,8 km e duração de 15 minutos, com partidas das 06:20 (primeira partida de Setúbal) às 04:30 (última partida de Troia). Os serviços de catamarã são exclusivos apenas para passageiros.
Os serviços de ferry (passageiros e veículos) são efetuados entre a Doca do Comércio e o Cais Sul, na urbanização Soltroia, num trajeto de 6,5 km e 25 minutos de duração entre as 07:30 (primeira partida de Setúbal) e as 00:55 (última partida de Soltroia). Os serviços de ferry são abertos para passageiros e viaturas.
A frota da Atlantic Ferries consiste de quatro embarcações movidas a gasóleo: dois catamarãs (Garça Branca e Roaz Corvineiro) e dois ferries (Pato Real e Rola do Mar). As infraestruturas utilizadas pertencem à Administração dos Portos de Setúbal e Sesimbra, mas são geridas e mantidas pela empresa. Até à entrada dos catamarãs "Garça Branca" e "Roaz Corvineiro" em 2009, a Atlantic Ferries operou a travessia de catamarã com dois catamarãs adquiridos à Transado (Mira Praia e Rio Azul).